# Francisco de Asis Aguilera Aranda

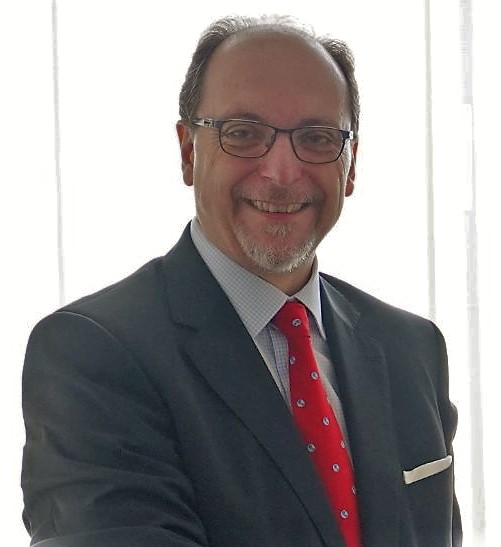
Francisco de Asis Aguilera Aranda (2022)

Francisco de Asis Aguilera Aranda ist ein spanischer Diplomat.
Aranda studierte von 1983 bis 1988 an der Universität Granada. Danach war er bis 1992 an der spanischen Diplomatenschule. Bei den Olympischen Sommerspielen 1992 in Barcelona war er für das spanische Außenministerium Protokollchef. Es folgte bis 1994 ein Posten an der spanischen Botschaft in Riad (Saudi-Arabien). Von 1994 bis 1996 leitete Aranda im Außenministerium die Abteilung Wirtschaftsbeziehungen Afrika und Mittlerer Osten. Von 1996 bis 1999 war er an der spanischen Botschaft in Amman (Jordanien), bis 2003 in Kuala Lumpur (Malaysia) und bis 2005 in Jakarta (Indonesien). Nach weiteren zwei Jahren im Außenministerium in Madrid wurde Aranda Generalkonsul in Monterrey (Mexiko). 2011 wechselte er als Generalkonsul nach Düsseldorf (Deutschland). Hier blieb er bis 2016.
2022 wurde Aranda Spanischer Botschafter in Jakarta, mit Zuständigkeit für Indonesien, Osttimor und die ASEAN. Am 15. Juli 2022 übergab Aranda seine Akkreditierung als Botschafter Spaniens in Osttimor an Präsident José Ramos-Horta.